# Solenopotes capreoli
Solenopotes capreoli ist eine beim Reh (Capreolus capreolus) parasitierende echte Tierlaus. Der Parasit sitzt bevorzugt am Kopf, vor allem in der Region um die Augen.

## Merkmale
Solenopotes capreoli ist 2 mm lang, Weibchen 0,88 mm breit, Männchen nur 0,64 mm breit. Der lange Kopf ist vor den Fühlern schmaler und hier etwa so breit wie lang. Der Thorax ist trapezförmig, sein Vorderrand spitz eingekerbt. Die seitliche Ecke des Metathorax steht hervor, hat aber keine Läppchen. Vorder- und Hinterrand des Sternums sind gerade und von gleicher Länge. Das Abdomen ist breitoval. Von der beim Rothirsch vorkommenden Art Solenopotes burmeisteri kann sie recht einfach anhand der Genitalregion der Männchen unterschieden werden. Solenopotes capreoli hat kürzere Parameren (ca. 130 µm lang) und das letzte Hinterleibssegment ist stumpf.